# Graffenrieda robusta
Graffenrieda robusta är en tvåhjärtbladig växtart som först beskrevs av Célestin Alfred Cogniaux, och fick sitt nu gällande namn av Louis Otho Otto Williams. Graffenrieda robusta ingår i släktet Graffenrieda och familjen Melastomataceae. IUCN kategoriserar arten globalt som otillräckligt studerad. Inga underarter finns listade i Catalogue of Life.